# J. Michael Bishop
John Michael Bishop (* 22. února 1936 York) je americký imunolog a mikrobiolog, nositel Nobelovy ceny za fyziologii a lékařství za rok 1989. Spolu s ním ji sdílel Harold E. Varmus. Cenu získali za objev, že onkogeny zvířecích nádorových virů jsou odvozeny od normálních buněčných genů (protoonkogenů). Spolu s Varmusem objevili první lidský onkogen Src. Jejich výzkum umožnil pochopit, jak změnou normálních genů v buňce vznikají zhoubné nádory, přispěl k pochopení molekulárních mechanismů rakoviny a inspiroval vývoj cílené terapie a diagnostiky.

## Mládí a studia
Bishop byl syn luteránského pastora a narodil se 22. února 1936 v Yorku v Pensylvánii. Po ukončení středoškolského vzdělání studoval chemii na Gettysburg College v Gettysburgu, kde v roce 1957 získal titul bakaláře. Následně se zapsal na lékařskou fakultu Harvardovy univerzity. Během studia se začal zajímat o zvířecí viry a ve čtvrtém ročníku lékařské fakulty dostal od děkana zvláštní povolení, aby se místo výuky mohl věnovalt výzkumu. Titul doktora medicíny získal v roce 1962.

## Profesní život
V letech 1962–1964 pracoval v Massachusettské všeobecné nemocnici v Bostonu. Po ukončení rezidentury odešel do Národního ústavu zdraví v Bethesdě, aby pokračoval ve výzkumu v oblasti virologie, pracoval zde v letech 1964–1968 a rok z toho strávil v Německu v Institutu Heinricha Petteho v Hamburku. V roce 1968 nastoupil na lékařskou fakultu Kalifornské univerzity v San Francisku, kde se v roce 1972 stal profesorem mikrobiologie a imunologie. V roce 1981 byl jmenován ředitelem univerzitní výzkumné nadace George F. Hoopera Research Foundation a v letech 1998–2009 byl rektorem univerzity. Významně se zasloužil o rozvoj vědy a výzkumu na univerzitě a zůstal aktivní ve vědecké komunitěI i po odchodu z vedoucích funkcí.

## Výzkum
V polovině sedmdesátých let 20. století začal Bishop se svým spolupracovníkem na univerzitě Varmusem studovat retroviry a ke zkoumání virové DNA použil reverzní transkriptázu. Své výzkumné úsilí soustředili na virus Rousova sarkomu, o němž bylo známo, že způsobuje nádory u kuřat. Během následujících dvou desetiletí stanovili a objasnili proces, jak virus Rousova sarkomu přeměňuje normální buněčné geny (protoonkogeny) na rakovinné geny (onkogeny). Podařilo se jim identifikovat gen (c-src), který dal vzniknout onkogenu v-src způsobujícímu rakovinu.
Zjistili, že virové geny, které způsobují rakovinu u lidí a zvířat, nevznikají uvnitř virů, jak se dříve předpokládalo, ale začínají jako normální geny ve zdravých buňkách těla, kde působí na řízení buněčného růstu a dělení. Jejich výzkum naznačoval, že tyto benigní geny mohou být zachyceny některými viry a následně přeměněny na onkogeny. V práci publikované roku 1976 vyvrátili teorii, že jednotlivé, potenciálně rakovinotvorné geny virových onkogenů existují v neaktivní formě ve všech tělesných buňkách a že rakovina vzniká, když jsou spící virové geny nějakým způsobem aktivovány, například působením karcinogenů z prostředí. Od doby, kdy za svou práci získali Nobelovu cenu, bylo identifikováno více než 40 genů s potenciálem vyvolávat rakovinu u zvířat.

## Vyznamenání a ocenění
V roce 1989 byla Bishopovi a Varmusovi udělena Nobelova cena za fyziologii a lékařství za objev, že onkogeny zvířecích nádorových virů jsou odvozeny od normálních buněčných genů (protoonkogenů). V roce 2003 vydal Bishop autobiografický popis své práce v knize How to win the Nobel Prize: An Unexpected Life in Science (Jak získat Nobelovu cenu: Nečekaný život vědce).
Kromě Nobelovy ceny obdržel mnoho dalších poct a ocenění, např. Laskerovu cenu za základní biomedicínský výzkum (1982), čestnou medaili Americké onkologické společnosti (1985) a Národní medaili za vědu (2003). Je členem Národní akademie věd, Americké akademie umění a věd a Americké filozofické společnosti.